# Кели Армстронг
Кели Армстронг (на английски: Kelley Armstrong) е канадска писателка на бестселъри в жанровете фентъзи, криминален роман и хорър. Писала е и под псевдонимите К. Л. Армстронг (K L Armstrong) и Кейти Улф (Katey Wolfe).

## Биография и творчество
Родена е на 14 декември 1968 г. в Садбъри, Онтарио, Канада, в семейството на Маршъл и Оръл Армстронг. Най-голямата е от 4 братя и сестри. От малка обича да чете и да разказва истории за призраци и демони. Завършва психология в Университета на Западно Онтарио. После учи компютърно програмиране в колежа „Феншоу“.
След дипломирането си работи [pl[plnk;B/lj vhcgxfzjyraequ46wi7eo48p596['0ypHI:k.m bамист в продължение на няколко години и едновременно започва да пише.
Първият ѝ роман „Bitten“ (Ухапана) от вампирската свръхестествена поредица „Жени от другия свят“, с главна героиня върколачката Елена Майкълс, е издаден през 2001 г. В периода 2014-2016 г. поредицата е екранизирана в телевизионния сериал „Ухапана“ с участието на Лаура Вандервурт, Грег Брик, Грейстън Холт и Пол Грийн.
От 2002 г. тя напуска работата си и се посвещава на писателската си кариера.
През 2007 г. е издаден първият ѝ криминален роман „Exit Strategy“ (Изходна стратегия) от поредицата „Надя Стафорд“.
През 2008 г. е издаден фентъзи романа ѝ „Призоваването“ от поредицата „Най-тъмните сили“. Главната героиня Клоуи Сондърс е любознателно петнайсетгодишно момиче, което вижда призрак в мазето. След необясним инцидент леля ѝ я изпраща в център за тийнейджъри със смущения в психиката, но там тя разбира, че всички обитатели имат паранормални способности. Вторият роман „Пробуждането“ от поредицата става бестселър №1 в списъка на „Ню Йорк Таймс“.
Творчеството ѝ се отличава с жанрово и стилистично многообразие, лек разказвачески подход, разнообразен арсенал от герои и ловко преплитане на действителност и фантазия.
Кели Армстронг живее със семейството си в югозападната част на Онтарио.

## Произведения

### Самостоятелни романи
- The Masked Truth (2015)
- Undone (2016)
- Missing (2017)
- Indigo (2017) – с Кристофър Голдън, Шарлейн Харис, Тим Лебон, Джонатан Мабрири, Шеън Макгуайър, Джеймс Мур, Марк Морис, Чери Прист и Кат Ричардсън
- Cruel Fate (2019)
- Wherever She Goes (2019)

### Серия „Жени от другия свят“ (Women of the Otherworld)
1. Bitten (2001)
2. Stolen (2002)
3. Dime Store Magic (2004)
4. Industrial Magic (2004)
5. Haunted (2005)
6. Broken (2006)
7. No Humans Involved (2007)
8. Personal Demon (2008)
9. Living with the Dead (2008)
10. Frost Bitten (2009)
11. Waking the Witch (2010)
12. Spellbound (2011)
13. Thirteen (2012)

#### Разкази в света на „Жени от другия свят“
- Becoming (2010) – предистория
- Chaotic (2012)
- Angelic (2009)
- Hidden (2011)
- Counterfeit Magic (2010)
- Forbidden (2012)
- Amityville Horrible (2012)
- Brazen (2013)
- Forsaken (2014)
- Driven (2015)

#### Серия „Възраждането на тъмнината“ (Darkness Rising)
1. The Gathering (2011)
2. The Calling (2011)
3. The Rising (2013)

### Серия „Надя Стафорд“ (Nadia Stafford)
1. Exit Strategy (2007)
2. Made to Be Broken (2008)
3. Wild Justice (2013)

- Double Play (2016)
- Perfect Victim (2017)

### Серия „Най-тъмните сили“ (Darkest Powers)
1. The Summoning (2008)
Призоваването, изд.: ИК „Колибри“, София (2013), прев. Мария Донева
2. The Awakening (2009)
Пробуждането, изд.: ИК „Колибри“, София (2013), прев. Мария Донева
3. The Reckoning (2010)
Разплата, изд.: ИК „Колибри“, София (2014), прев. Мария Донева

- Hunting Kat (2012)
- Darkest Powers Tales (2015)

### Серия „Блакуел Пейдж“ (Blackwell Pages) – като К. Л. Армстронг, с Мелиса Мар
1. Loki's Wolves (2013)
2. Odin's Ravens (2014)
3. Thor's Serpents (2015)

### Серия „Кейнсвил“ (Cainsville)
1. Omens (2013)
2. Visions (2014)
3. Deceptions (2015)
4. Betrayals (2016)
5. Rituals (2017)

### Серия „Години на легенди“ (Age of Legends)
1. Sea of Shadows (2014)
2. Empire of Night (2015)
3. Forest of Ruin (2016)

### Серия „Кейси Дънкан“ (Casey Duncan)
1. City of the Lost (2016)
2. A Darkness Absolute (2017)
3. This Fallen Prey (2018)
4. Watcher in the Woods (2019)

### Участие в общи серии с други писатели

#### Серия „Седем тайни“ (Seven Secrets)
- The Unquiet Past (2015)

от серията има още 6 романа от различни автори

### Новели
- Branded (2014)

### Сборници
- Dates from Hell (2005) – с Лори Ханделанд, Ким Харисън и Линси Сандс
- „Tempted“ в „Kisses from Hell“ (2010) – с Франческа Лиа Блок, Кристин Каст, Ришел Мийд и Алисън Ноел
- „Suffer the Children“ в „Four Summoner's Tales“ (2013) – с Кристофър Голд, Дейвид Лис и Джонатан Мабъри
- Life Sentence (2014)
- Gifted (2014)
- Led Astray (2015)

### Екранизации
- 2014 – 2016 Ухапана, Bitten – по поредицата „Жени от другия свят“